# حسن ثامر
حسن ثامر هو سياسي عراقي سابق، شغل منصب وزير للشؤون البلدية والقروية ووزيرا للزراعة بالوكالة في وزارة عبد الرحمن البزاز الأولى ووزير البلديات والأشغال في وزارة عبد الرحمن البزاز الثانية عامي 1965 و 1966.